# Het Westeinde (Medemblik)
 Het Westeinde is een buurtschap in de gemeente Medemblik, in de Nederlandse provincie Noord-Holland. De plaats wordt soms ook wel geschreven als ’t Westeinde. Er is ook sprake geweest van de Laanweg, vernoemd naar de West-Friese familie Laan welke een invloedrijke periode hebben gekend in deze omgeving in het eind van de 19e eeuw en een rijk versierde woning liet bouwen op het Westeinde. Of deze straatnaam officieel gevoerd is, is niet duidelijk.
Het Westeinde is gelegen tussen Twisk en Opperdoes en is ook de verbindingsweg tussen de twee dorpen, samen met de buurtschap 't Slot dat aan het zuidelijke deel van Nieuweweg is gelegen. Tot 1979 behoorde Het Westeinde tot de gemeente Twisk. Van 1979 tot 2007 behoorde het tot de gemeente Noorder-Koggenland, waarin de gemeente Twisk was opgegaan. De plaatsnaam verwijst naar het feit dat het aan het westelijke einde van Opperdoes is gelegen. Het valt echter formeel onder het dorp Twisk.
Station Twisk aan de spoorlijn Hoorn - Medemblik ligt in Het Westeinde. Het stationsgebouw is een laag langwerpig gebouw en werd geopend op 3 november 1887. Het werd buiten gebruik gesteld in 1941.

## Monumenten

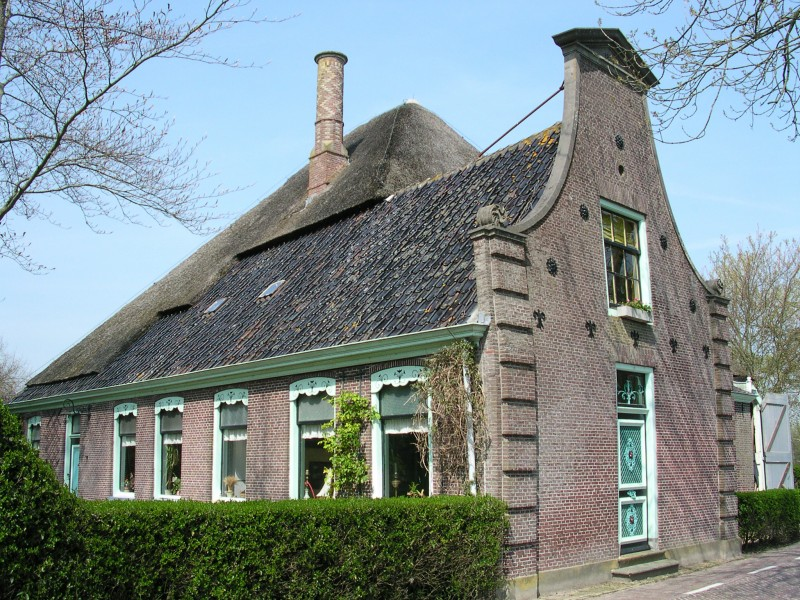
Stolpboerderij met een versierde klokgevel
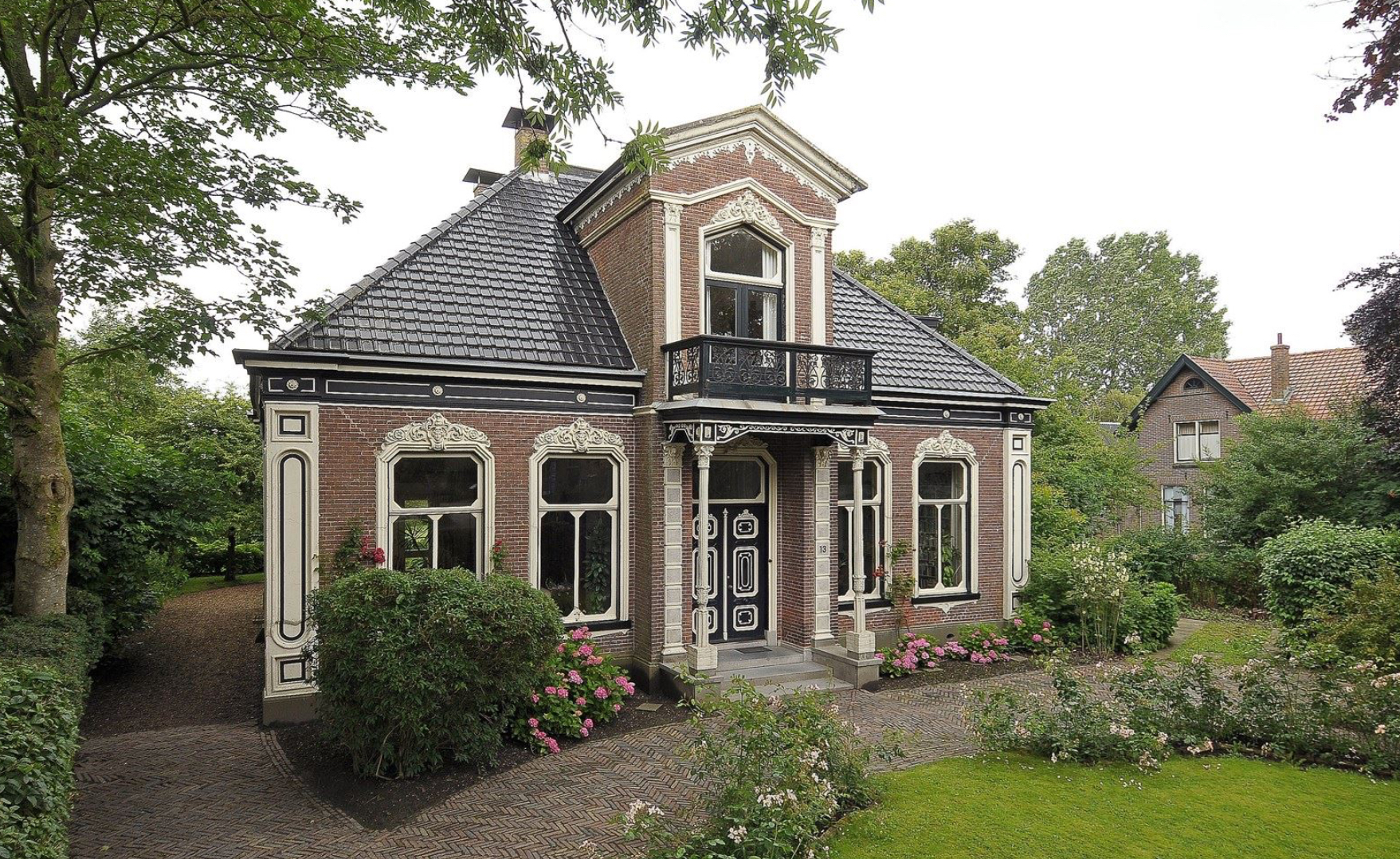
Rentenierswoning gebouwd in opdracht van Klaas Laan
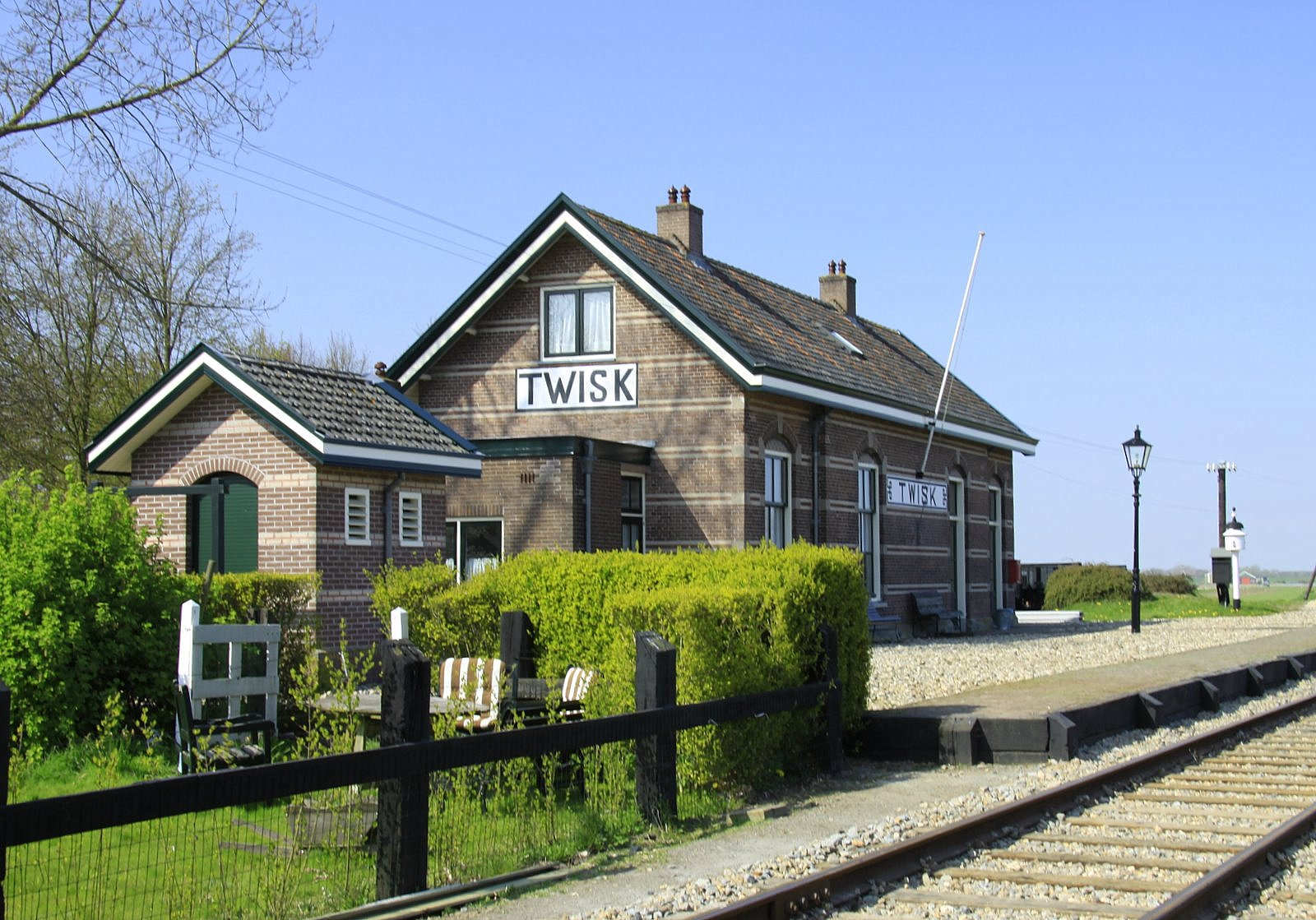
Station Twisk

Stad: Medemblik

Dorpen: Abbekerk · Andijk · Benningbroek · Hauwert · Lambertschaag · Midwoud · Nibbixwoud · Onderdijk · Oostwoud · Opperdoes · Sijbekarspel · Twisk · Wadway (deels) · Wervershoof · Wognum · Zwaagdijk (Zwaagdijk-Oost en Zwaagdijk-West)

Buurtschappen: Bangert · Bennemeer · Broerdijk · De Buurt · Het Hoogeland · Kerkbuurt · Koppershorn · Lekermeer · Munnikij · 't Slot · Veldhuis · Het Westeinde · Wijzend · Zomerdijk

Noord-Holland: Steden en dorpen in Noord-Holland      Nederland: Provincies · Gemeenten